# بيدة مشحوة

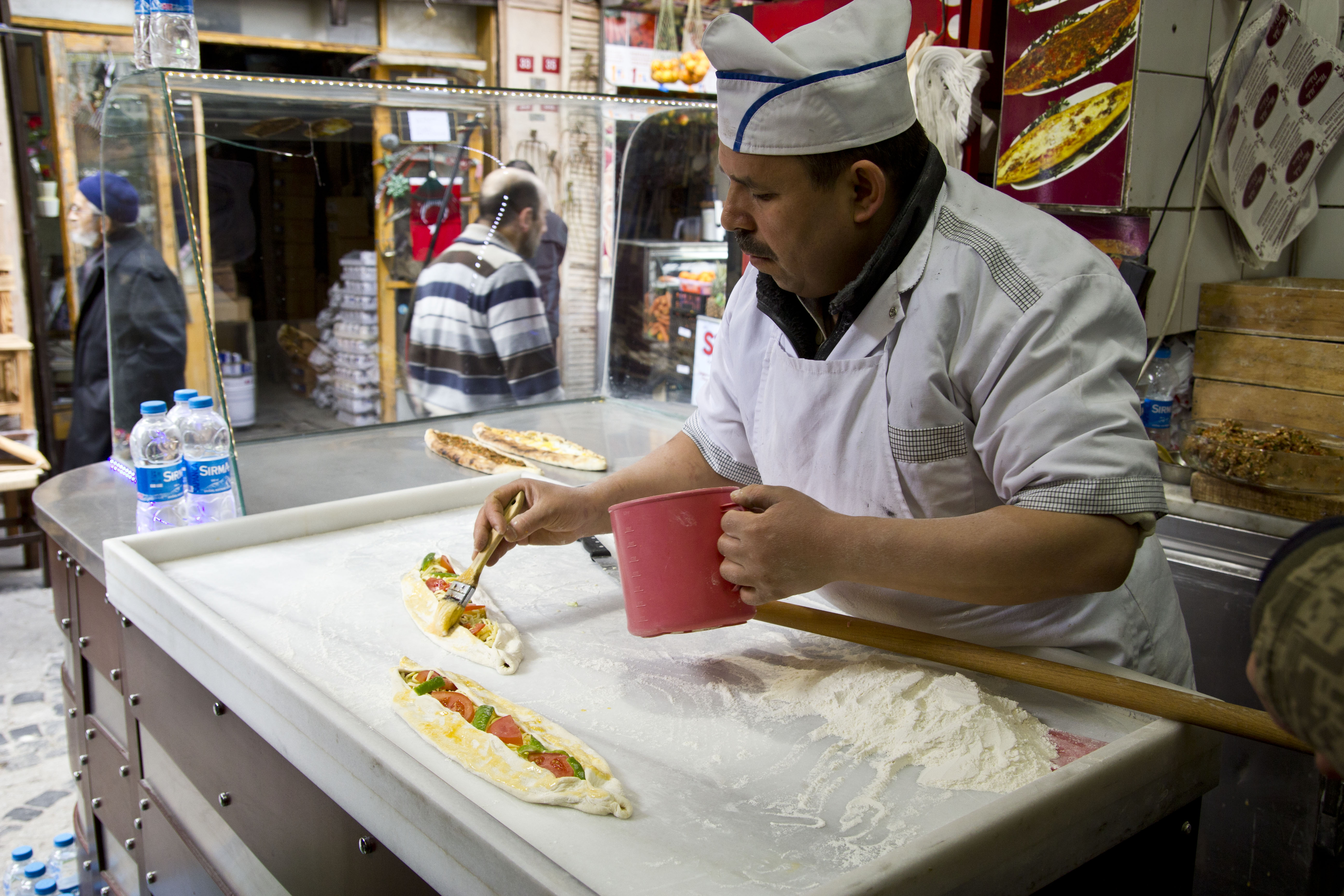
بيدهجي

بيدة محشوة أو إيجلي بيدة (بالتركية: İçli Pide) هو طبق شهي من أصل شرق أوسطي يتكون من قاعدة مستديرة ومسطحة من عجينة القمح المخمرة المغطاة بالطماطم والجبن ومكونات أُخَر في كثير من الأحيان (مثل اللحوم والكسار وبياز إلخ) ، والتي تُخبز بعد ذلك على درجة حرارة عالية، تقليديًا في فرن يعمل بالحطب. يُعرف الشخص الذي يصنعها بيدهجي.

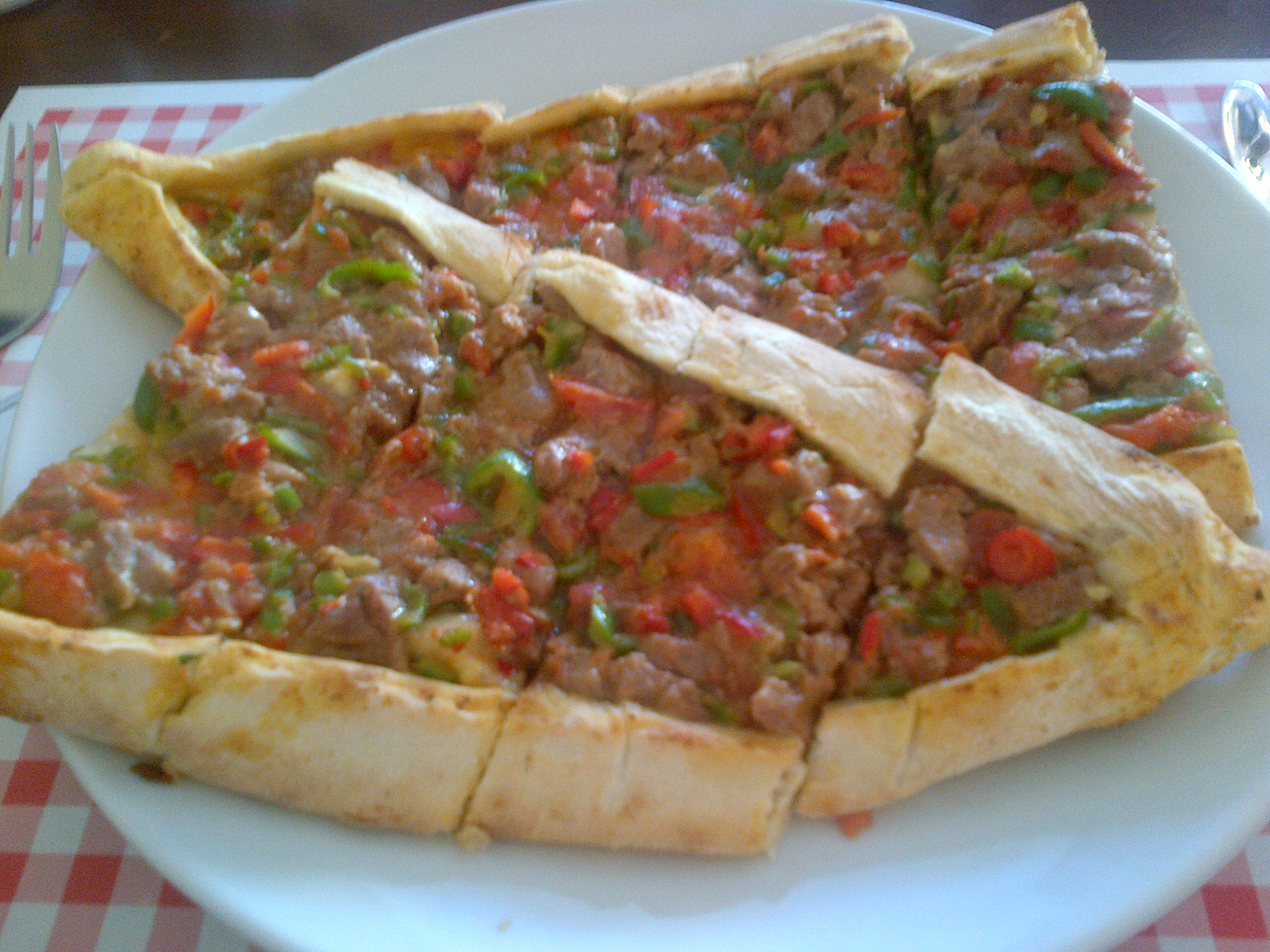
بيدة مشحوة باللحم وغيره